# Global Biodiversity Information Facility

Membrii formali sau „participanții” din GBIF sunt membri ai țărilor, economiilor și organizațiilor internaționale care colaborează pentru a promova accesul liber și liber la datele privind biodiversitatea. Această hartă afișează participanții naționali ai GBIF începând cu 15 iunie 2020.

Global Biodiversity Information Facility (GBIF) este o organizație internațională care se axează pe punerea la dispoziție a datelor științifice privind biodiversitatea prin intermediul Internetului utilizând servicii web. Datele sunt furnizate de multe instituții din întreaga lume; Arhitectura de informații a GBIF face aceste date accesibile și căutate printr-un singur portal. Datele disponibile prin intermediul portalului GBIF sunt în primul rând date de distribuție a plantelor, animalelor, ciupercilor și microbilor pentru lume, precum și date privind numele științifice.
Misiunea GBIF este de a facilita accesul liber și liber la datele privind biodiversitatea la nivel mondial pentru a sprijini dezvoltarea durabilă. Prioritățile, cu accent pe promovarea participării și a muncii prin intermediul partenerilor, sunt mobilizarea datelor privind biodiversitatea, elaborarea de protocoale și standarde pentru a asigura integritatea științifică și interoperabilitatea, construirea unei arhitecturi informatice, care să permită interconectarea diferitelor tipuri de date din surse disparate, promovarea consolidării capacităților și catalizarea dezvoltării de instrumente analitice pentru îmbunătățirea procesului decizional.
GBIF se străduiește să formeze legături informatice între resursele de date digitale din întregul spectru al organizării biologice, de la gene la ecosistem și să le conecteze la aspecte importante pentru știință, societate și durabilitate prin utilizarea georeferențierii și GIS. Acesta funcționează în parteneriat cu alte organizații internaționale, ar fi parteneriatul Catalogul vieții, Standardele de informare privind biodiversitatea, Consorțiu pentru codul de bare al vieții (CBOL), Encyclopedia of Life (EOL) și GEOSS.
Din 2002 până în 2014, GBIF a acordat un prestigios premiu global anual în domeniul informaticii biodiversității, Premiul Ebbe Nielsen, evaluat la 30.000 EUR. Începând din 2018, Secretariatul GBIF prezintă două premii anuale: GBIF Provocarea Ebbe Nielsen și Premiul Tinerilor Cercetători.